# Григорьев, Игорь Николаевич (поэт)
И́горь Никола́евич Григо́рьев (17 августа 1923, деревня Ситовичи, Псковская губерния — 16 января 1996, деревня Юкки, Ленинградская область) — русский поэт и переводчик. Создатель и первый председатель Псковского отделения Союза писателей, в годы Великой Отечественной войны руководил подпольем в Струго-Красненском районе, воевал в бригадной разведке 6-й Ленинградской партизанской бригады. С 2014 года Санкт-Петербургским отделением Союза писателей России и Фондом памяти поэта ежегодно проводится международный конкурс поэзии имени Игоря Григорьева, а также чтения имени Игоря Григорьева.

## Биография

### Детство
Игорь Николаевич Григорьев родился 17 августа 1923 года на хуторе близ деревушки Ситовичи (ныне — Порховского района Псковской области) в семье Марьи Васильевны и Николая Григорьевича Григорьевых. Отец поэта — Георгиевский кавалер Первой мировой войны, участник Брусиловского прорыва. Пяти лет от роду Игорь Григорьев написал своё первое стихотворение. Детство поэта прошло в познавании таинств природы: «…Лес всегда был моим закадычным приятелем и вторым домом. И доныне мы с лесом на ты…». Рыбалка и охота были не только спасением от нужды, но и искренним пристрастием Игоря Григорьева.

### Великая Отечественная война
Великую Отечественную войну Игорь Григорьев встретил восемнадцатилетним юношей на территории оккупированной псковской земли. Был инициатором создания подпольной группы в посёлке Плюсса, руководил ею до присоединения к местным партизанам (специальная группа Тимофея Ивановича Егорова), затем служил в бригадной разведке 6-й Ленинградской партизанской бригады под руководством Виктора Павловича Объедкова. Подпольная кличка — Капитан Игорь. Был четырежды тяжело ранен, дважды контужен, награждён орденами Великой Отечественной войны I и II степени, медалями: «За отвагу», «Партизану Великой Отечественной войны», «За победу в ВОВ». Потерял в годы войны немало близких людей, среди них родного брата Льва Николаевича Григорьева, соратницу по боевой стезе — Любовь Смурову, которой посвящено стихотворение «Последний большак». Все поэтические сборники Игоря Григорьева затрагивают тему войны, утрат, стойкости русских людей. Сборник «Набат» целиком посвящён лихолетью страшного военного времени.

### Поэтическая стезя
После войны восстанавливал здоровье в госпитале, затем работал промысловым охотником в Костромской глухомани, фотографом на Вологодчине, геологом на Байкале, тамбурщиком на хлебозаводе, грузчиком в типографии. В 1949 году Игорь Григорев поступил на русское отделение филологического факультета Ленинградского университета, которое окончил в 1954 году. Дипломным руководителем был писатель Федор Абрамов, впоследствии ставший близким другом Игоря Григорьева и его семьи.
В 1953 году женился на Григорьевой (Захаровой) Диане Васильевне (филологе, основательнице «Пушкинского лицея», авторе книг об Игоре Григорьеве «Это здесь-то Бога нет?») и «Лицейские встречи».
В 1960 году в Лениздате вышел первый сборник поэта «Родимые дали», общее количество прижизненных поэтических сборников Игоря Григорьева — двадцать два. В 1963 году Игорь Григорьев принят в Союз писателей СССР. В конце 60-х поэт вернулся в Псков. Этот период жизни связан с созданием Псковского отделения Союза писателей, которое и возглавил Григорьев. В Пскове Игорь Григорьев второй раз женился — на поэтессе Светлане Молевой.
В псковском доме поэта бывал Валентин Распутин, Василий Белов, Фёдор Абрамов, Виктор Астафьев, Николай Рубцов, Валентин Пикуль, Глеб Горбовский, Станислав Золотцев, Владислав Шошин и многие другие. Всемирно известный художник Илья Глазунов написал его портрет. Известны также портреты дагестанского художника Салавата Салаватова и псковского художника Александра Александрова. Григорьев был близко знаком с иеромонахом Романом Матюшиным, Александром Твардовским. На стихи Игоря Григорьева писал романсы композитор Юлиан Крейн, Виталий Салтыков создал цикл песен на стихи поэта.
Игорь Григорьев много пишет, часто ночами, почти каждый год выходит новый сборник стихов поэта. Примечательно то, что Игорь Григорьев кропотливо работает над уже изданными произведениями, вновь и вновь внося поправки в готовый текст. Главное место в поэзии Игоря Григорьева занимает любовь — любовь к Родине, России, родному краю, людям, природе, женщине, жизни. Его поэзия своеобразна по языку и стилю, включающему в себя и современный, живой разговорный язык, и традиции устного народно-поэтического творчества, и русскую литературную классику. Григорьев принадлежал именно к той плеяде поэтов, которые задавались «строгим вопросом» — быть или не быть России? Игорь Григорьев является автором поэм «Стезя», «Колокола», «Обитель», «Двести первая верста», «Русский урок», «Благословенный чёртов путь», а также автобиографической повести «Всё перемелется», цикла из шести рассказов о природе «Земля и вода», пьесы «Чёрные дни». . Совместно с псковским писателем Василием Кирилловым написал повесть «Огненный круг». Игорь Григорьев занимался поэтическими переводами с прибалтийских языков, с украинского, белорусского, азербайджанского, эвенского, марийского, калмыкского, коми, хантийского и даже с бенгальского. Многие молодые псковские поэты нашли поддержку у Игоря Григорьева, среди них: Лев Маляков, Светлана Молева, Елена Родченкова, Александр Гусев, Энвер Жемлиханов, Валерий Мухин. Игорь Григорьев составитель книг псковских поэтов и писателей: «Искристые росы»(1966), «Встречи»(1974), «Мы псковские»(1990).
Третья супруга Игоря Григорьева — Елена Николаевна Морозкина — искусствовед, архитектор-реставратор, поэтесса, кандидат искусствоведения, член Союза архитекторов России и Союза писателей России.
Умер поэт 16 января 1996 года в деревне Юкки Ленинградской области. Перед смертью Игорь Григорьев исповедался и причастился. Мать поэта, Марья Васильевна, которую он любил и лелеял всю жизнь, умерла днём раньше. Над могилой поэта в деревне Юкки установлена часовня. В Пскове, на доме, в котором жил Игорь Григорьев (Рижский проспект, д.57), установлена мемориальная доска.

### Дети поэта
Сын — в 1956 году родился сын Григорий Игоревич Григорьев — священник Русской Православной Церкви, настоятель храма Рождества Иоанна Предтечи в д. Юкки, заслуженный врач РФ,доктор медицинских наук,доктор богословских наук, профессор, психотерапевт, декан факультета психологии и философии человека Русской христианской гуманитарной академии, член Союза писателей России, создатель Международного института резервных возможностей человека — МИРВЧ.
Дочь — Мария Игоревна Кузьмина (мать — Маргарита Кузьмина) родилась в 1966 году, поэтесса.

## Поэтические сборники
- Разговор с землёй: перевод стихотворений и поэмы «Путь ввысь» Народного поэта Литвы А. Балтакиса. — М. ; Л. : Советский писатель, 1958
- Родимые дали: стихотворения. — Л. : Лениздат, 1960
- Зори да вёрсты : стихи. — М. ; Л. : Советский писатель, 1962
- Листобой : стихи и поэмы. — М. : Молодая гвардия, 1962
- Сердце и меч : стихи. — М. : Воениздат, 1965
- Горькие яблоки : лирика. — Л. : Лениздат, 1966
- Забота : поэмы. М Л. : Лениздат, 1970
- Отзовись, Весняна : лирика и поэма. — М. : Советская Россия, 1972
- Не разлюблю : стихотворения; поэмы. — Л. :Лениздат, 1972
- Красуха : стихи. — М. : Современник, 1973
- Целую руки твои : лирика. — Л. : Лениздат, 1975
- Жажда : стихотворения. — Л. : Лениздат, 1977
- Стезя : новые стихи. — Л. : Лениздат, 1982
- Жить будем : стихотворения. — М. : Советская Россия, 1984
- Уйти в зарю : стихотворения и поэмы. — Л. : Лениздат, 1985
- Дорогая цена : стихи. — М. : Современник, 1987
- Вьюга : поэма. — Л. : Редактор, 1990
- Русский урок : лирика и поэмы. — Л. : Лениздат, 1991
- Крутая дорога: стихи о судьбе и Родине. — Псков : Отчина,1994
- Кого люблю : посвящённые стихотворения. — СПб. : Путь, 1994
- Набат : стихи о Войне и Победе. — СПб. : Путь, 1995
- Боль : избранное. — СПб. : Путь, 1995
- Любимая — любимой остаётся: избранные стихи. — Псков: Курсив, 1998
- Перед Россией : стихи и проза. — М. : Сам Полиграфист, 2014

Сборники совместно с другими поэтами и писателями:
- Первая встреча: Сборник. — Л: Лениздат, 1957
- День поэзии: Сборник. — Л: Советский писатель, 1963
- Живут на Неве поэты: Сборник. — М: Молодая гвардия, 1966
- Ровесники: Сборник. — М: Молодая гвардия, 1970
- Встречи: Книга литераторов псковщины. — Л: Лениздат, 1974
- Звенья: Сборник произведений псковских литераторов. — Л: Лениздат, 1988
- Контрразведка: Проза и стихи о войне. — Псков: Изд-во Организационно-методического центра, 1995
- Этот день мы приближали, как могли. Писатели Псковщины о войне и победе: Стихи и проза о войне. — Псков: Псковское региональное отделение Союза писателей России, 2015
- Я не мыслю себя без России: сборник стихов финалистов международного поэтического конкурса имени Игоря Григорьева,сост. Н. В. Советная. — СПб; Политехника-сервис,2014
- Ничего душе не надо, кроме родины и неба: сборник стихов финалистов международного поэтического конкурса имени Игоря Григорьева, поэтические переводы И.Григорьева,сост. Н. В. Советная.— СПб; Политехника-сервис,2015
- Душа добру открыла двери: сборник стихов финалистов международного поэтического конкурса имени Игоря Григорьева,сост. Н. В. Советная.— СПб; Политехника-сервис,2016
- Только б русскую душу на ветер не пустить — ни про что — в никуда: 4-й Международный поэтический конкурс им. И. Н. Григорьева — 2017, сост. Н. В. Советная. — СПб; Политехника-сервис, 2017

## Память
Созданы электронные ресурсы (персональный сайт, страницы соц.сетей, страницы на поэтических сайтах), которые содержат значительную часть творчества поэта и доступных материалов о нём. За последние десять лет в Санкт-Петербурге, Москве и Пскове издано около двадцати книг с поэзией и прозой Игоря Григорьева, воспоминаниями о нём.

### Ежегодный конкурс поэзии имени Игоря Григорьева
С 2014 года Санкт-Петербургским отделением Союза писателей России и фондом памяти поэта и воина Игоря Григорьева объявлен ежегодный международный поэтический конкурс имени Игоря Григорьева. Конкурс 2014 года носил название «Я не мыслю себя без России», конкурс 2015 года — «Ничего душе не надо, кроме Родины и неба», 2016 года — «Душа добру открыла двери», 2017 года — «Только б русскую душу на ветер не пустить — ни про что — в никуда!», 2018 — «На всех одна земная ось», 2020 — «Мы стражи набатной эпохи…». По итогам конкурса 2014, 2015, 2016,2017,2018 года изданы сборники стихов финалистов конкурса.

### Международная конференция (чтения) имени Игоря Григорьева
Первые чтения имени Игоря Григорьева «Слово. Отечество. Вера» состоялись в 2014 году в Пушкинском доме (Институт русской литературы РАН) — Санкт-Петербург. Материалы первой Международной научной конференции изданы книгой «Слово. Отечество. Вера». Вторые международные чтения имени Игоря Григорьева «Слово. Отечество. Вера» состоялись в 2015 году. Тема конференции: «Русская литература и проблемы этносоциальной консолидации народа». Третья конференция посвященная 95-летию со дня рождения поэта состоялась 20 ноября 2018, тема «Русская культура и национальное самосознание в эпоху кризиса».

### Памятная медаль «Поэт и воин Игорь Николаевич Григорьев (1923—1996)»
Учреждена памятная медаль «Поэт и воин Игорь Николаевич Григорьев (1923—1996)». Вручается по решению Фонда памяти поэта писателям, литературным критикам, учёным, филологам, журналистам, деятелям культуры и искусства, педагогам за большой вклад в сохранение и развитие культуры, русской словесности, традиций патриотического воспитания, а также за изучение и популяризацию творческого наследия Игоря Григорьева.

### Библиотека имени Игоря Григорьева
Филиалу Центральной библиотечной системы Пскова — Центру общения и информации на ул. Юбилейной, 87а, присвоено имя поэта Игоря Григорьева. С инициативой о присвоении имени данному учреждению выступили: коллектив Центральной библиотечной системы Пскова, Фонд памяти поэта И. Н. Григорьева, Союз писателей России и его псковское региональное отделение, Минское отделение Союза писателей Беларуси.

### Международная акция «Читаем Григорьева вместе»
Инициатором акции является Библиотека-Центр общения и информации им. И. Н. Григорьева. 16 января 2018 г. в день памяти И. Григорьева прошла первая крупномасштабная Международная акция «Читаем Григорьева вместе». В акции приняло участие около тысячи человек. В библиотеках, музеях, школах городов и деревень Псковской, Владимирской, Калининградской, Калужской, Ленинградской, Брянской и Ростовской областей, Алтайского края, г. Санкт-Петербурга, г. Донецка, г. Городка, г. Браслава Витебской области, Ненецкого автономного округа были проведены мероприятия, во время которых читались вслух лучшие произведения И. Н. Григорьева.
II Международная акция «Читаем Григорьева вместе» состоялась 16 января 2019 г.. В акции приняло участие 2322 человека из 85 населённых пунктов России и пяти из Республики Беларусь.
III-я прошла 16 января 2020 г. — число её участников увеличилось до 2506 человек, как и география — в акции, помимо России (включая Крым) и Белоруссии, впервые участвовали представители Казахстана.
IV Международная акция "Читаем Григорьева вместе" состоялась 15-17 января 2021 г. В акции приняло участие более 1590 человек из России (включая Республику Крым) и из 11 городов и деревень Республики Беларусь.